# アマサギ
アマサギ（猩々鷺、飴鷺、Bubulcus ibis）は、ペリカン目サギ科アマサギ属に分類される鳥類。本種のみでアマサギ属を構成する。

## 分布
アフリカ大陸、北アメリカ大陸、南アメリカ大陸、ユーラシア大陸南部、インドネシア、オーストラリア、日本、ニュージーランド、フィリピン、マダガスカルに分布する。最近は南極大陸にも分布を拡大しようとしている。
夏季にアメリカ合衆国や朝鮮半島で繁殖し、冬季になるとアフリカ大陸北部、オーストラリア、ニュージーランド、フィリピンなどへ南下し越冬する。多くの地域では周年生息する。日本では、亜種アマサギが夏季に本州（宮城、新潟県以南）の至る農地に繁殖のため飛来し（夏鳥)・(漂鳥)、九州など暖かい地域で越冬する（留鳥）。

## 形態
全長46-56センチメートル。翼開長88-96センチメートル。体重0.1キログラム。後頸、胸部から腹部にかけて白い羽毛で被われる。
嘴は短く、色彩はオレンジがかった黄色。後肢の色彩は黒褐色。
繁殖期は眼先が赤く、嘴や後肢の色彩も赤みを帯びる。夏季は頭部から頸部、胴体上面はオレンジがかった黄色（飴色）の羽毛で被われ（夏羽）、和名の由来になっている。また、冠羽と飾羽が伸びる。冬季は頭部から頸部、胴体上面が白い羽毛で被われる（冬羽）。雌雄同色。

## 生態
草原、農耕地、湿原などに生息する。単独やペアで生活するが、小規模な群れを形成して生活することもある。昼行性。
食性は動物食で、主に昆虫、クモを食べるが、魚類、両生類、小型爬虫類、甲殻類なども食べる。大型の草食獣の背中に止まり、寄生虫を採ることもあるので、共生関係の例に挙げられることもある。
繁殖形態は卵生。同科他種も含めた集団繁殖地（コロニー）を形成する。雄が巣材を集め、雌が森林の樹上に木の枝を組み合わせた皿状の巣を作り、日本では4 - 7月に1回に2 - 5個の卵を産む。雌雄交代で抱卵し、抱卵期間は22 - 26日。育雛は雌雄共同で行う。雛は孵化してから30 - 40日で巣立つ。
争いのときに「アゥ」「コア コア」「カウ カウ」という小さな声を出すが、あまり鳴かない。ねぐらや営巣地では、このほかに、「ガッ」「ガァァ」と小さく鳴く。

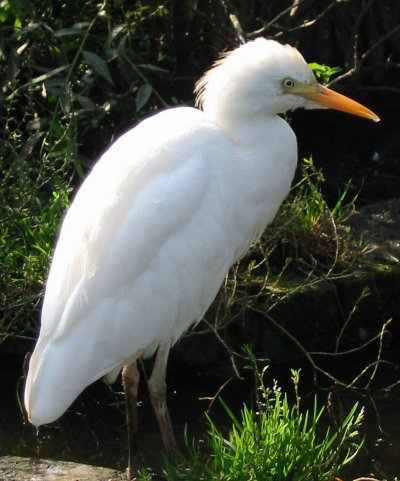
冬羽
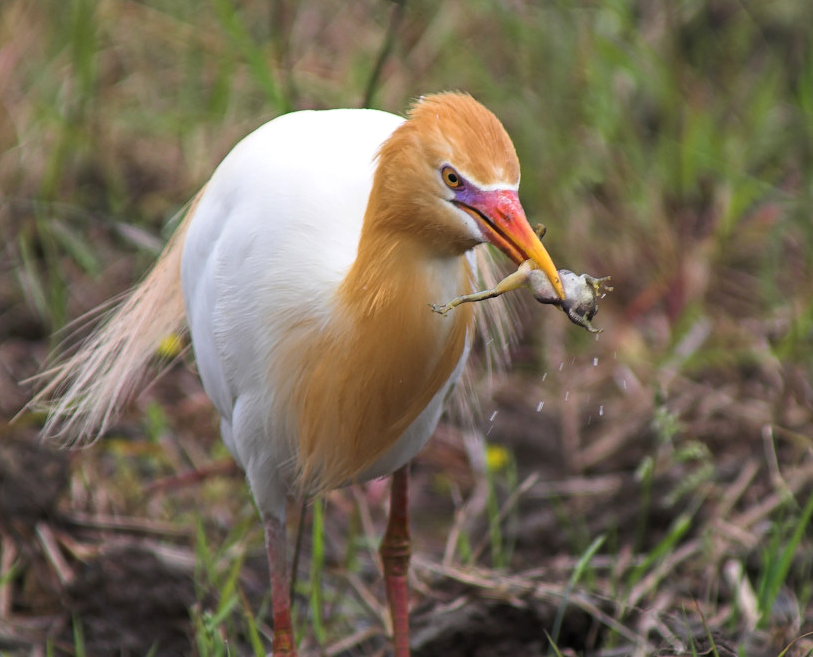
カエルを捕獲した夏羽のオス
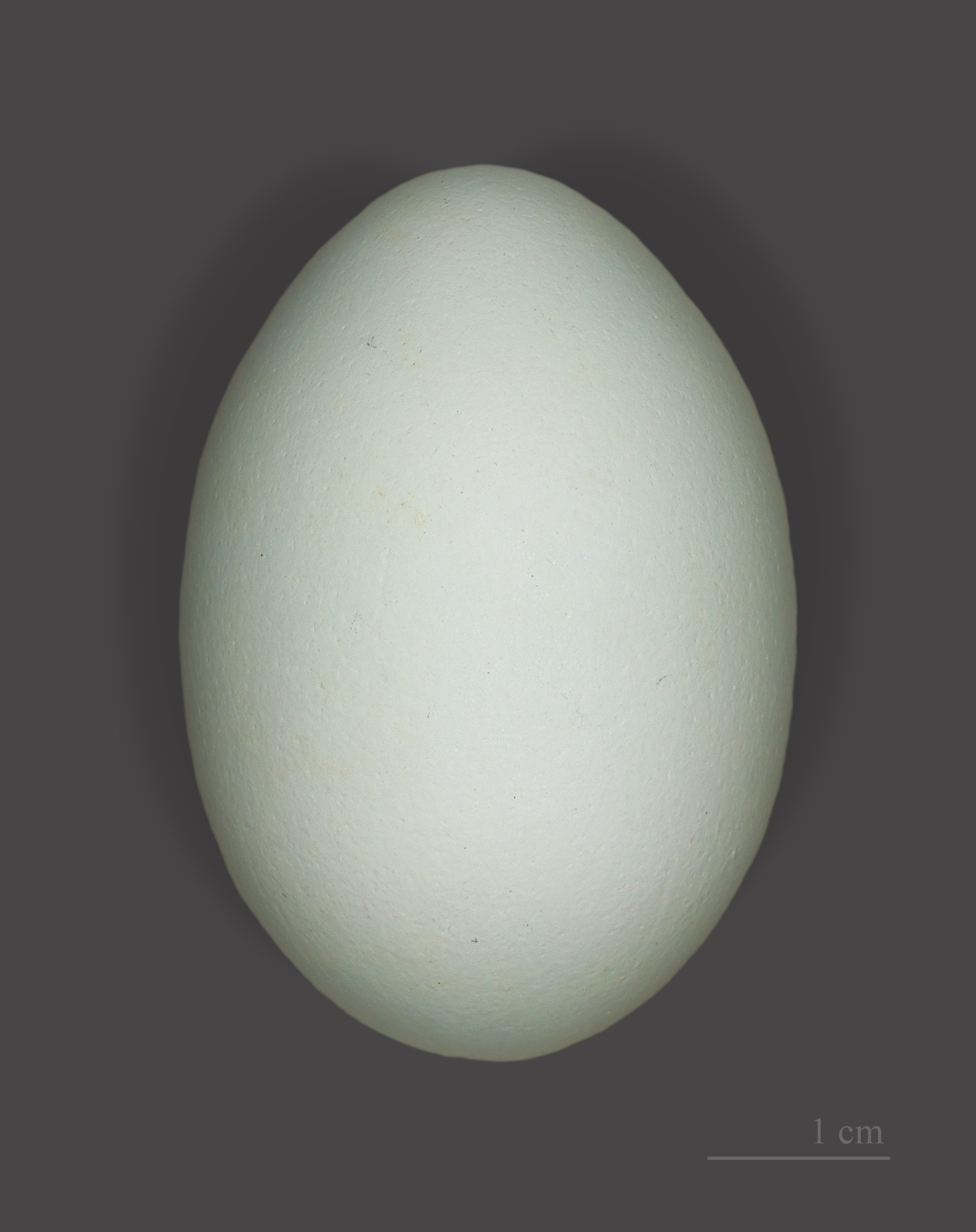
卵

## 分類
以前はコサギ属Egrettaに分類されていたが、形態的な特徴から現在では別属とするのが一般的となっている。
以下の亜種に分類されている。
- Bubulcus ibis ibis (Linnaeus, 1758) ニシアマサギ
- Bubulcus ibis coromanda (Boddaert, 1783) アマサギ
- Bubulcus ibis seychellarum (Salomonsen, 1934)

## 保全状況評価
LEAST CONCERN (IUCN Red List Ver. 3.1 (2001))
低危険種だが、日本の環境省によって以下の都道府県で絶滅危惧の指定を受けている。
- 準絶滅危惧（NT） - 山形県、栃木県、東京都（島しょ部）[5]、福岡県[6]
- 繁殖期減少種 - 神奈川県
- 情報不足 - 秋田県

## 人間との関係
漢字表記の猩猩は酒好きな伝説上の動物で、夏羽の色彩に由来する。
英名cattleは「ウシ」の意で、ウシなどの家畜が移動する際に追い立てられた獲物を目当てに後をつけることが由来。現在では家畜のみならず、耕運機の後をつけることもある。また近年の開発による農耕地の増加に伴い、分布域が拡大し生息数も増加している。